# Белое этногосударство

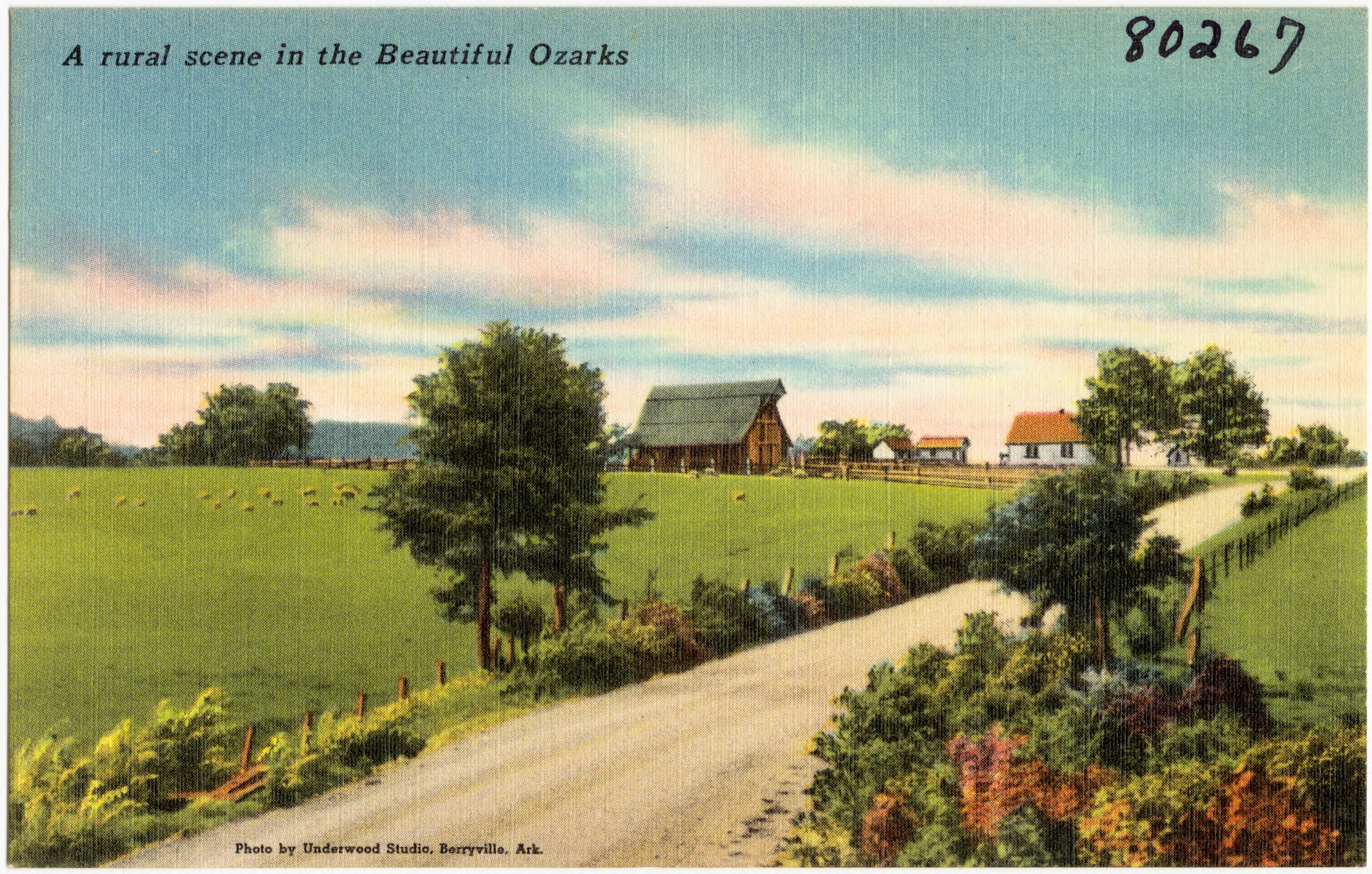
Сельский пейзаж в прекрасном Озарке, почтовая открытка. Ряд белых сепаратистов предполагает создать белое этногосударство в этом регионе в центральной части США.

«Белое» этногосуда́рство — в рамках идеологии расизма «жизненное пространство» для «белых», предполагаемый тип государства, в котором могут проживать или иметь гражданство только представители «белой расы», тогда как все прочие должны быть лишены гражданства и прав или изгнаны за пределы такого государства или уничтожены. В США предложения о создании такого государства выдвигаются сторонниками превосходства «белой расы» и белыми сепаратистами, такими как ку-клукс-клановцы и неонацисты.
Исторически попытки создания белого этногосударства предпринимались в ЮАР эпохи апартеида, когда чёрное население было вытеснено в районы, известные как бантустаны, с помощью различных средств, включая депортацию и расовую сегрегацию, с целью создания на образовавшихся этнически чистых территориях отдельных штатов, крупнейшим из которых было бы белое государство.

## Предполагаемые белые этногосударства

### Северная Америка

Предполагаемый Северо-Западный территориальный императив

Исторически, как и в настоящее время многие сторонники идеи превосходства «белой расы» предлагали северо-запад США (штаты Вашингтон, Орегон, Айдахо и часть Монтаны) в качестве территории для создания белого этногосударства. Идею создать на этой земле Северо-Западный территориальный императив продвигали Ричард Гирнт Батлер, Роберт Джей Мэтьюс, Дэвид Лэйн и Гарольд Ковингтон, а также террористическая организация сторонников превосходства «белой расы» «The Order», неонацистская организация «идентичного христианства» «Арийские нации», группа НС-скинхедов «Фольксфронт» и «Северо-Западный фронт» и др. Северо-западный территориальный императив частично территориально совпадает с республикой Каскадией, которую предлагает создать «Движение за независимость Каскадии» между Северо-Западом и частями Северной Калифорнии в США и Британской Колумбией в Канаде. Некоторые ультраправые в США предлагают идею «Американского редута» для описания аналогичной миграции на северо-запад Соединённых Штатов.
Последователи Wotansvolk, белого националистического направления германского неоязычества, созданного в начале 1990-х годов Дэвидом Лейном и его последователями, поддержали проект белых сепаратистов по созданию Северо-Западного территориального императива, но они в целом отвергли конституцию белого этногосударства, предложенную неонацистской организацией «Арийские нации» в апреле 1996 года, на том основании, что она ограничивала свободы, особенно свободу вероисповедания.
Некоторые группы, рассматривали другие районы как территории для потенциального белого этногосударства, в первую очередь Юг США, что предлагала, например, самопровозглашённая организация «южных националистистов» «Лига Юга» (LS), учитывавшая историю сепаратизма Юга, который был независимой нацией в качестве Конфедеративных Штатов Америки (1861—1865). «Сеть защитных стен» (Shield Wall Network, SWN) Билли Ропера, неонацистская организация, расположенная в Маунтин-Вью, штат Арканзас, стремится построить «белое этногосударство» в регионе Озарк и связана с другими сепаратистскими группами, такими как Ку-клукс-клан (ККК); «Партия рыцарей», расположенная недалеко от Гаррисона, штат Арканзас; «Лига Юга» (LS); и «Национал-социалистическое движение» (NSM) в составе «Националистического фронта». Озарк был «очагом» для сторонников движений «идентичного христианства», включая «Церковь Израиля» и различных членов христианского патриотического движения, которые создали военизированные тренировочные лагеря для подготовки к грядущему Армагеддону. Ныне несуществующая неонацистская организация «Традиционалистская рабочая партия» (TWP), возглавляемая Мэтью Хаймбахом, стремилась создать белое этногосударство под названием «Авалон».
Во второй половине 1980-х годов группы «христианской идентичности» разработали различные планы сецессии отдельной «арийской» территории, тема, предвосхищëнная романом Уильяма Пирса. В рамках христианской идентичности в качестве первого этапа революции предполагалось создание «белой» Калифорнии. Стремясь сделать из США «расово чистое», государство, «идентичные христиане» выражают недоверие Конгрессу или правительству США, которые, по их мнению, контролируются евреями. Из этого они делают вывод, что политические изменения могут быть осуществлены только с применением силы. Однако неудачный опыт террористической группировки The Order заставил их признать, что в настоящее время они не в состоянии свергнуть правительство, устроив против него вооруженный мятеж. Поэтому движение «идентичного христианства» ищет альтернативу насилию и идее свержения правительства, взамен продвигая идею создания «Белого арийского бастиона» или «белого» этногосударства, такого как Северо-Западный территориальный императив.

### Европа
Британская «Национальная революционная фракция» (NRF), как и другие группы европейских и американских радикальных правых, привержена борьбе против «Сионистского оккупационного правительства» и «Нового мирового порядка», отвергает демократический процесс и стремится к созданию автономных зон только для «белых». В начале 1995 года британский неонацист Дэвид Мьятт начал издавать газету The National-Socialist, провозглашающую борьбу всех «арийцев» против их вымирания под натиском «низших рас», подстрекаемых либеральными «расовыми предателями». Газета поддерживала «Национал-социалистический альянс» и его политику создания «арийской родины» в качестве анклава «белой расы». Все «цветные» рассматриваются как силы вторжения, санкционированные «Сионистским оккупационным правительством» (ZOG). В июне 1994 года был создан британский «Национал-социалистический альянс», который, взяв за основу «Дневники Тёрнера» и американский ультраправый терроризм, отказался от стратегии всеобщих выборов в пользу насильственной революционной борьбы против «системы» ZOG. Также была заимствована американская идея анклава «белой расы» была в виде планов создания «арийской» родины («Восточно-саксонских сородичей») вокруг Челмсфорда и Малдона в Эссексе, схема, также поддержанная Мьяттом.

### Южная Африка
После окончания апартеида некоторые африканерские националистические организации, в том числе «Движение сопротивления африканеров», начали продвигать идею создания в Западно-Капской провинции государства Фолькстат.

### Россия

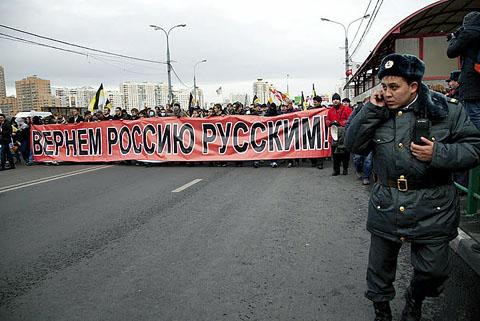
«Русский марш» в 2011 году

В среде русских националистов распространена доктрина «Россия для русских», включающая в себя спектр идей от наделения этнических русских в России исключительными правами до изгнания всех представителей других этносов из страны. Лозунг возник в Российской империи во второй половине XIX века и приобрёл распространение в современной России, бросая вызов господствующему в России дискурсу мультикультурализма.
В декабре 2010 года лозунг «Россия для русскихъ» (с твёрдым знаком на конце) был включён в российский Федеральный список экстремистских материалов (п. 866, по решению Черемушкинского районного суда города Москвы). В докладе центра «Сова» отмечено: «непонятно, запрещён ли лозунг в своем обычном написании или только с буквой „ъ“».
Во многих направлениях славянского неоязычества (родноверия) славянам или русским приписывается историческое и культурное или расовое превосходство над другими народами. Эта идеология включает русское мессианство, русский народ считается единственной силой, способной противостоять мировому злу и повести за собой остальной мир. «Арийская» идея ставит перед Россией задачу построения аналога «Четвёртого рейха», новой «арийской» империи мирового масштаба. Русский арийский миф отвергает любые территориальные споры, поскольку русский народ изображается абсолютно автохтонным на всей территории Евразии. Реже встречается модель этнонационального государства, связываемого с сепаратизмом отдельных русских регионов. Предполагается раздробление России на несколько русских национальных государств, лишённых этнических меньшинств. В обоих случаях считается, что сплочение общества в новом государстве должно строится на единой «родной вере».
Против «великодержавия» и имперской идеи, ассоциируемых с «Евразийским проектом», выступает праворадикальный неоязыческий деятель Алексей Широпаев. Он не разделяет антизападничества: на «белом» Западе он предлагает искать расовых союзников. Широпаев высказывает сомнения в единстве русского народа и рассматривает его как конгломерат субэтносов, различающихся как психологически, так и физиологически. По этой причине он выступает сторонником русского сепаратизма, полагая, что в нескольких небольших русских по составу государствах будет легче отстаивать интересы русских, чем в большой многонациональной империи. Их центром притяжения, по его мнению, должна стать «Великая Русь», включающая центральные и северо-западные районы России. Она должна стать гомогенной в «культурно-расовом» отношении и ориентироваться на немецкие расовые идеи. Этот этап Широпаев рассматривает как промежуточный на пути к периоду, когда конфедерация русских республик станет плацдармом для «новой белой колонизации» и образования «современной неоколониальной империи». Позднее Широпаев заявлял об идее разделения России на семь русских республик и превращение её в «федеративное содружество наций», где нация понимается не в этническом, а в политическом смысле. Вместе с другим праворадикальным неоязыческим деятелем Ильёй Лазаренко Широпаев утверждал, что проект «российской нации» провалился, поскольку в приоритете у населения России сохраняется этничность. С этими идеями Лазаренко и Широпаев выступали на Десятых Старовойтовских чтениях 22 ноября 2013 года в Высшей школе экономики в Москве. Центральный федеральный округ Широпаев предложил преобразовать в Республику Залесская Русь и формировать в ней «залесское самосознание». Лазаренко руководит движением «Залесская Русь».

### «Четвёртый рейх»
В неонацизме присутствует идея «Четвёртого рейха», который рассматривается как прямое продолжение Третьего рейха. Предполагается восстановление власти национал-социалистов в самой Германии, обретение ею статуса ядерной сверхдержавы и последующее восстановление территории Германии в её границах по состоянию на 1937 год с использованием угрозы применения ядерного оружия.
По мнению британского религиоведа Николаса Гудрик-Кларка, многие неонацисты стремятся создать автократическое государство по образцу нацистской Германии, которое будет называться «Западным империумом». Считается, что это государство сможет достичь мирового господства, объединив под единым военным командованием ядерные арсеналы четырёх главных «арийских» мировых держав, США, Великобритании, Франции и России. Это государство должна возглавить фигура, наподобие фюрера, называемая «vindex» («спаситель», «каратель»). Территория государства будет включать все регионы, населённые «арийской расой», как её понимают неонацисты. Полноправными гражданами государства станут только представители «арийской расы». «Западный империум» приступит к реализации динамичной программы освоения космоса, за которой последует создание с помощью генной инженерии «суперрасы» «Homo Galactica». Идея «Западного империума» основана на концепции «Империума», изложенной в книге 1947 года «Империум: философия истории и политики» Фрэнсиса Йоки. В начале 1990-х годов эта концепция была дополнена, расширена и уточнена в брошюрах, опубликованных Дэвидом Мьяттом.

## Попытки создания
США

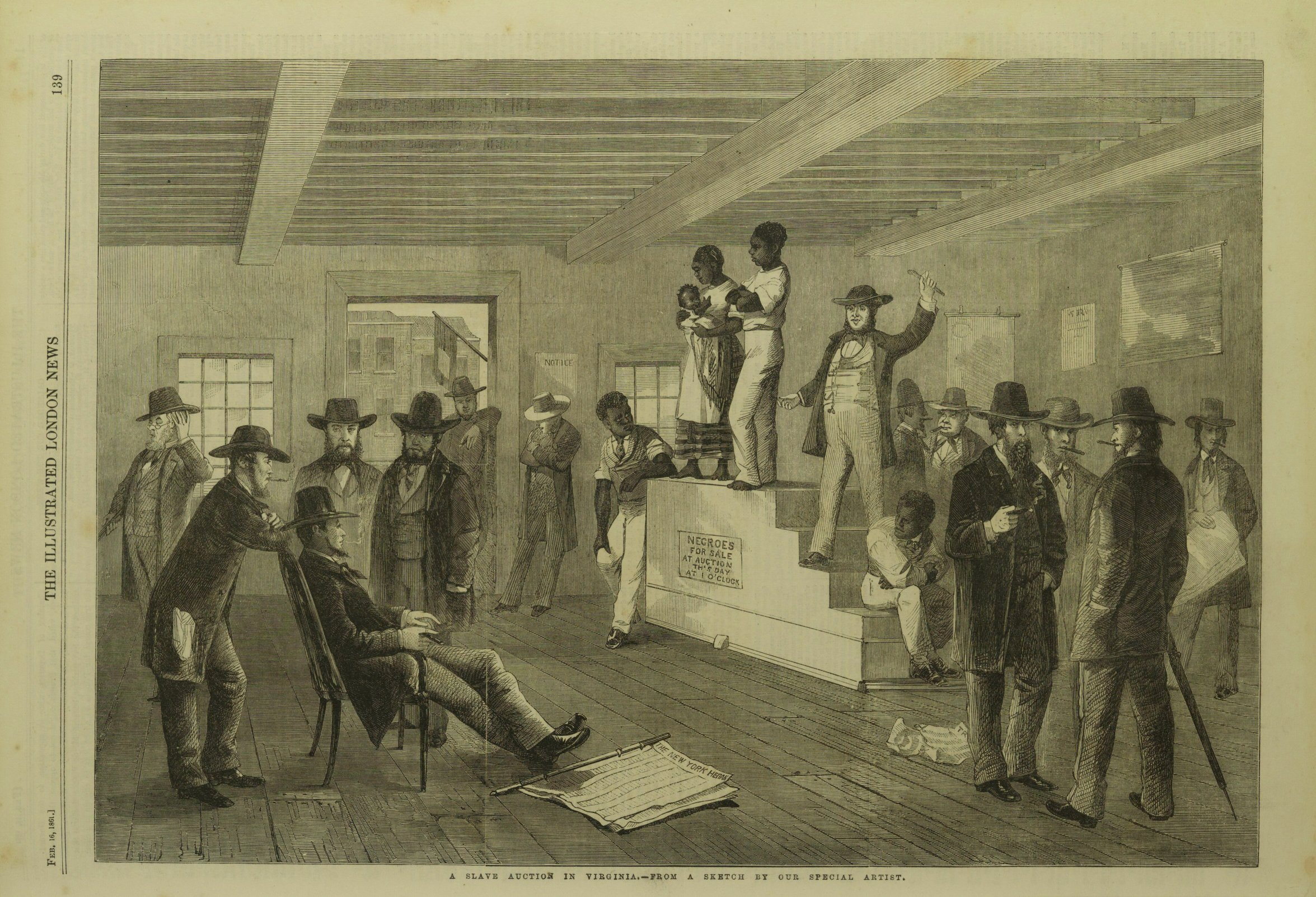
Аукцион рабов в Вирджинии, 1861

Отцы-основатели США, провозглашая в Конституции права и свободы народа Соединённых Штатов — американской нации — ограничивали её определённым этническим сообществом — белыми англосаксонскими протестантами. Не была исключена и возможность вхождения в американскую нацию представителей некоторых других народов Европы, например, германских протестантов — немцев и голландцев. Однако отношение к романским этносам — испанцам и французам, и, тем более, к латиноамериканцам, было значительно хуже: согласно отцам-основателям, данные этносы находились за пределами американской нации. По расовому признаку членами американской нации не считались чернокожие американцы вплоть до 1875 года и американские индейцы — вплоть до 1924 года. До середины XIX века в США действовало «правило одной капли крови», согласно которому небелыми считались даже те, кто имел чёрных или индейских предков в седьмом поколении. Первоначально американская нация понималась как расово-этническая, а не как гражданская общность. Согласно историку А. И. Уткину, американская национальная идентичность сохраняла расово-этническую основу вплоть до начала Второй мировой войны, когда США приняли большое число иммигрантов из стран Восточной и Южной Европы (поляки, евреи, итальянцы и др.).
В Соединённых Штатах действовал Закон о натурализации 1790 года, который позволял белым подавать заявление на получение гражданства, если они прожили в США в течение двух лет, не нарушая никаких законов. Небелым иностранцам в соответствии с Законом Джонсона-Рида 1924 года было разрешено иммигрировать в США в соответствии с квотой в 2 % от числа людей из их страны происхождения, проживающих в США по данным переписи 1890 года. Согласно Закону Маккаррана-Уолтера 1952 года, процент людей, приезжающих в США был уменьшен. Он также снял запрет на иммиграцию из Азии. Дискриминация в иммиграции была юридически отменена Законом об иммиграции и гражданстве 1965 года.
В 2013 году сторонник превосходства «белой расы» Крейг Кобб предпринял попытку захвата небольшого городка Лейт, Северная Дакота с целью превратить его в неонацистский анклав; это не удалось из-за жестокого поведения Кобба по отношению к жителям Лейта, в результате чего он был арестован. Эти события легли в основу документального фильма «Добро пожаловать в Лейт».
Австралия

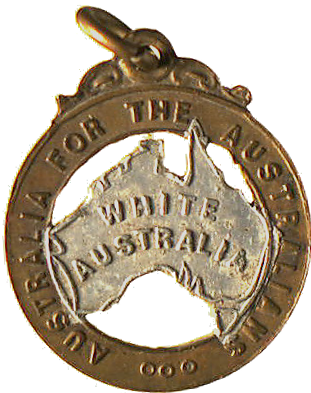
«Австралия для австралийцев». Значок 1910 года Ассоциация коренных жителей Австралии (белых австралийцев)

С 1901 года до середины XX века в Австралии имел место комплекс политических решений, получивший общее название политика «Белой Австралии», активно ограничивавший иммиграцию небелых. Эта политика возникла после принятия Закона об ограничении иммиграции 1901 года, целью которого было исключить из числа иммигрантов неевропейцев. В последующие годы эта политика постепенно смягчалась. Закон 1901 года был отменён с принятием Закона о миграции 1958 года. Политика «Белой Австралии» была окончательно прекращена в 1973 году, после того как правительство Гофа Уитлама приняло легализацию, которая сделала отбор мигрантов по расовому признаку незаконным.
Новая Зеландия
Как и в Австралии, в рамках политики «Белой Новой Зеландии» был принят закон, направленный на предотвращение иммиграции в страну азиатов и других неевропейцев. После Второй мировой войны меморандум Министерства иностранных дел 1953 года изложил смысл закона более четко. Законы были смягчены только в 1970-х и 1980-х годах. Министерство культуры и наследия описало это так: «Наша иммиграция твердо основана на том принципе, что мы являемся и намерены оставаться страной, развивающейся по европейскому пути. Это неизбежно дискриминирует азиатов, и вообще всех людей, которые не полностью принадлежат к европейской расе и цвету кожи. В то время как мы многое сделали для поощрения иммиграции из Европы, мы делаем все, чтобы воспрепятствовать иммиграции из Азии.».
Нацистская Германия

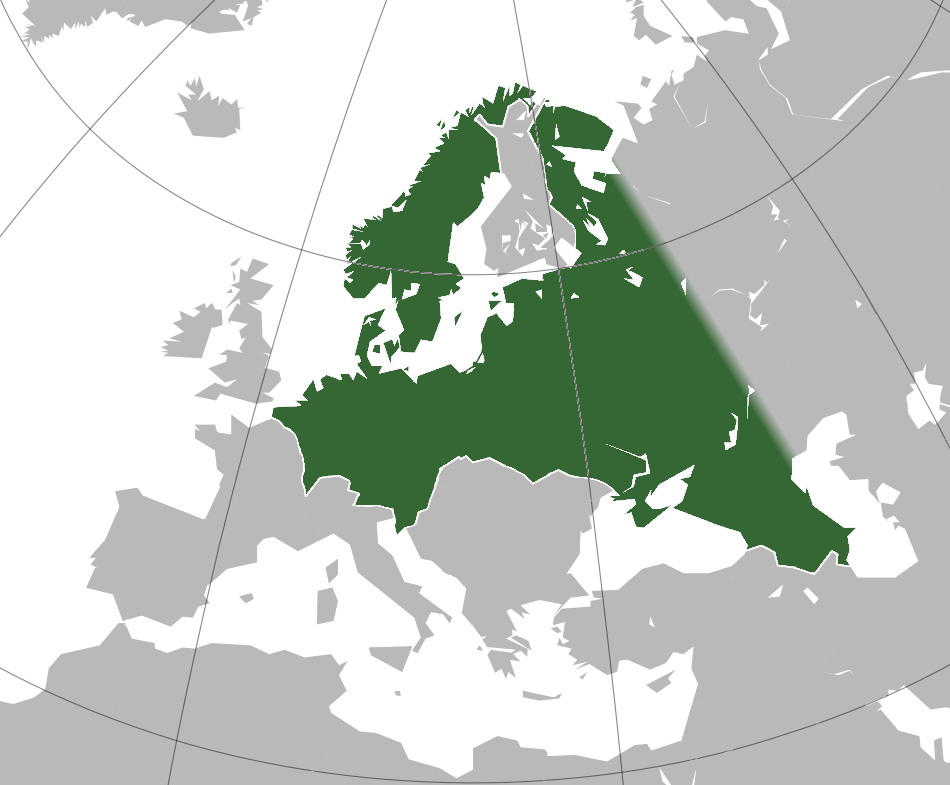
Планировавшийся «Великогерманский рейх» («Großdeutsches Reich»)

Коллективная фотография военнослужащих вермахта. На школьной доске написано мелом: «Русский должен умереть, чтобы жили мы» (Der Russe muß sterben, damit wir leben). Брянская область, 2 октября 1941

Национал-социализм объявлял своей целью создание и утверждение на достаточно обширной территории «расово чистого» государства «арийской расы», имеющего всё необходимое для благополучного существования на протяжении неопределённо долгого времени («тысячелетний рейх»).
Центральной идеей стала «арийская раса» и её противопоставление и противоборство с враждебной «семитской расой» (евреями). Эта идея служила основой для радикального, охватывавшего все сферы человеческой жизнедеятельности антисемитизма, определявшего, в свою очередь, стремление к борьбе против марксизма, большевизма, пацифизма, либерализма и демократии — согласно нацистскому учению, проявлений и инструментов реализации интересов «мирового еврейства». История понималась как непрерывная «расовая борьба» воспринимаемых с биологической позиции народов за выживание, защита и расширение необходимого им «жизненного пространства». Конечным результатом этой борьбы считалось установление мирового господства «арийской расы», превосходящей другие расы в биологическом и культурном отношении и занимающей высшую позицию в «расовой иерархии» — расы естественных господ. Идеология включала милитаризм: война была представлена естественным состоянием человечества, законным и единственно возможным средством утверждения мирового лидерства «народа-господина». Залогом победы в этой борьбе должна быть консолидация немецкой нации под руководством единого вождя («фюрера»), «расовая гигиена» — очищение нации от «расово чуждых» и «неполноценных» элементов, а также укрепление её «физического здоровья».
Нацистский расовый теоретик Ханс Гюнтер считал, что славяне принадлежат к «восточной расе», отдельной от немцев и «нордидов», и предостерегал от смешения «немецкой крови» со «славянской». Нацистская концепция «арийской расы господ» («Herrenvolk») исключала из этой расы подавляющее большинство славян, поскольку считалось, что славяне испытывают опасное еврейское и азиатское влияние. По этой причине нацисты объявили славян «недочеловеками» («Untermenschen»). Идея нацистов, что славяне являются «низшими неарийцами», была частью планов по созданию «жизненного пространства на Востоке» для немцев и других германских народов в Восточной Европе, инициированных во время Второй мировой войны по «генеральному плану Ост». Миллионы немцев и других германских поселенцев должны были быть перемещены на завоёванные территории Восточной Европы, в то время как десятки миллионов славян предполагалось уничтожить, переселить или обратить в рабство. Среди нацистских лидеров Альфред Розенберг (автор книги «Миф двадцатого века», 1930) был одним из главных противников Советской России, и под его влиянием Гитлер пришёл к идеи колонизации славянских земель, в частности, аннексии Украины.
ЮАР

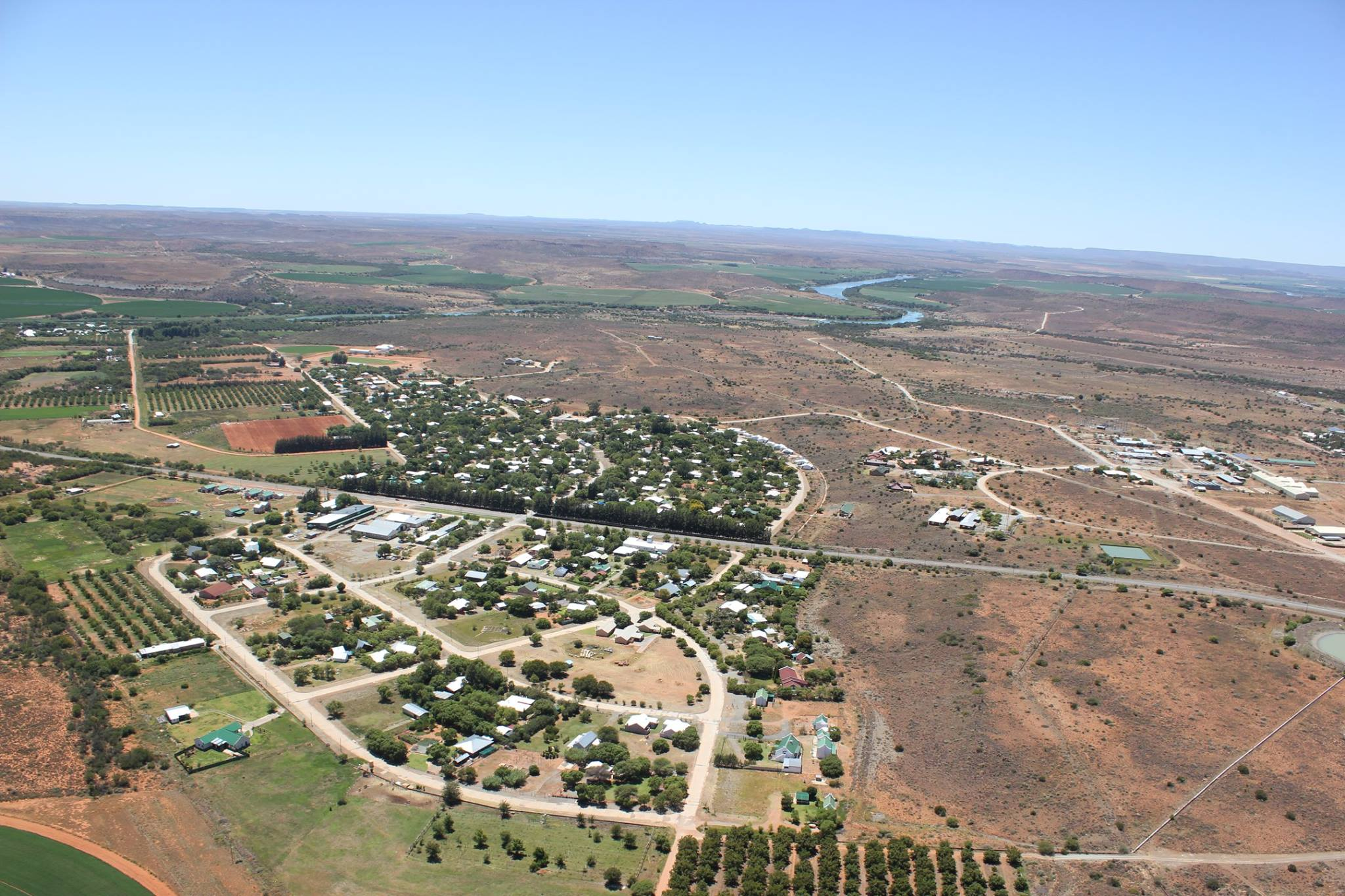
Орания в ЮАР, город только для африканеров

В эпоху апартеида правительство ЮАР во главе с Национальной партией предпринила действия по пути превращения Южной Африки в государство только для белых, вынудив миллионы чернокожих переехать в бантустаны. Группы африканеров, такие как «Африканерское движение сопротивления» (AWB) и Африканерский фольксфронт, продвигали идею Фолькстата или родины только для африканеров. Город Орания является воплощением идеи Фолькстата.
Родезия
В ноябре 1965 года Ян Смит, премьер-министр Южной Родезии, провозгласил независимость Южной Родезии, чтобы предотвратить участие в управлении страной чернокожими африканцами и сохранить «белую культуру». Южная Родезия стала независимой Родезией и существовала до 1979 года.